# Liste der Kulturdenkmale in Handewitt
In der Liste der Kulturdenkmale in Handewitt sind alle Kulturdenkmale der schleswig-holsteinischen Gemeinde Handewitt (Kreis Schleswig-Flensburg) und ihrer Ortsteile aufgelistet (Stand: 14. April 2025).
Die Bodendenkmale sind in der Liste der Bodendenkmale in Handewitt aufgeführt.

## Legende
In den Spalten befinden sich folgende Informationen:
- Objekt-ID: die Nummer des Kulturdenkmales
- Lage: die Adresse des Kulturdenkmales und die geographischen Koordinaten. Kartenansicht, um Koordinaten zu setzen. In der Kartenansicht sind Kulturdenkmale ohne Koordinaten mit einem roten Marker dargestellt und können in der Karte gesetzt werden. Kulturdenkmale ohne Bild sind mit einem blauen Marker gekennzeichnet, Kulturdenkmale mit Bild mit einem grünen Marker.
- Offizielle Bezeichnung: Bezeichnung des Kulturdenkmales
- Beschreibung: die Beschreibung des Kulturdenkmales
- Bild: ein Bild des Kulturdenkmales

## Sachgesamtheiten
| Objekt-ID      | Lage                                               | Offizielle Bezeichnung          | Beschreibung | Bild                             |
| -------------- | -------------------------------------------------- | ------------------------------- | --- | -------------------------------- |
| 40939 Wikidata | Kirchberg (54° 45′ 42″ N, 9° 19′ 23″ O)            | Kirche Handewitt                | Aktualisierung vorgesehen - Begründung: geschichtlich, künstlerisch, städtebaulich, Kulturlandschaft prägend - Schutzumfang: Kirche mit Ausstattung, Kirchhof, historische Grabmale, Kirchhofsumwallung | weitere Fotos \| Fotos hochladen |
| 50356          | Bredstedter Straße 46 (54° 43′ 56″ N, 9° 20′ 7″ O) | Hofstelle Bredstedter Straße 46 | Hofstelle; 1874; Wohnhaus mit Stallflügel, eingeschossiger traufständiger Putzbau mit reetgedecktem Halbwalmdach, außermittig eine Achse leicht vorgezogen und zweigeschossig übergiebelt, darunter Hauseingang mit zweiflügeliger beschnitzter Holzfüllungstür, winkelförmig angebauter Stallflügel auf Bruchsteinsockel Ende 19. Jh. - Begründung: geschichtlich, Kulturlandschaft prägend - Schutzumfang: Wohnhaus, Stallflügel | BW                               |

## Bauliche Anlagen
| Objekt-ID      | Lage                                               | Offizielle Bezeichnung | Beschreibung | Bild                             |
| -------------- | -------------------------------------------------- | ---------------------- | --- | -------------------------------- |
| 6596           | Bredstedter Straße 46 (54° 43′ 56″ N, 9° 20′ 7″ O) | Wohnhaus               | Wohnhaus; 1874; eingeschossiger traufständiger Putzbau mit reetgedecktem Halbwalmdach, außermittig eine Achse leicht vorgezogen und zweigeschossig übergiebelt, darunter Hauseingang mit zweiflügeliger beschnitzter Holzfüllungstür, winkelförmig angebauter Stallflügel auf Bruchsteinsockel Ende 19. Jh. - Begründung: geschichtlich, Kulturlandschaft prägend - Schutzumfang: gesamtes Objekt - Denkmaltyp: Bauliche Anlage, Sachgesamtheit: Hofstelle Bredstedter Straße 46 | BW                               |
| 5169 Wikidata  | Europastraße 2 (54° 44′ 24″ N, 9° 26′ 27″ O)       | Meilenstein            | Schleswiger Halbmeilenstein „½ M von Flnsbg“ an der Stadtgrenze von Flensburg, integriert in ein Grenzsteinensemble; Alteintragung (Aktualisierung vorgesehen) - Begründung: geschichtlich, wissenschaftlich, Kulturlandschaft prägend - Schutzumfang: gesamtes Objekt - Denkmaltyp: Bauliche Anlage | weitere Fotos \| Fotos hochladen |
| 6557 Wikidata  | Jarplunder Weg 3 (54° 44′ 18″ N, 9° 26′ 25″ O)     | Schule                 | Alteintragung (Aktualisierung vorgesehen) - Begründung: Alteintragung (Aktualisierung vorgesehen) - Schutzumfang: gesamtes Objekt - Denkmaltyp: Bauliche Anlage | weitere Fotos \| Fotos hochladen |
| 26839 Wikidata | Jarplunder Weg 3 (54° 44′ 19″ N, 9° 26′ 24″ O)     | Turnhalle              | Alteintragung (Aktualisierung vorgesehen) - Begründung: Alteintragung (Aktualisierung vorgesehen) - Schutzumfang: gesamtes Objekt - Denkmaltyp: Bauliche Anlage | Fotos hochladen                  |
| 6598 Wikidata  | Kirchberg (54° 45′ 42″ N, 9° 19′ 23″ O)            | Kirche mit Ausstattung | Alteintragung (Aktualisierung vorgesehen) - Begründung: geschichtlich, künstlerisch, städtebaulich - Schutzumfang: gesamtes Objekt - Denkmaltyp: Bauliche Anlage, Sachgesamtheit: Kirche Handewitt | weitere Fotos \| Fotos hochladen |

## Gründenkmale
| Objekt-ID      | Lage                                    | Offizielle Bezeichnung | Beschreibung | Bild            |
| -------------- | --------------------------------------- | ---------------------- | --- | --------------- |
| 19329 Wikidata | Kirchberg (54° 45′ 42″ N, 9° 19′ 26″ O) | Kirchhof               | Alteintragung (Aktualisierung vorgesehen) - Begründung: geschichtlich, Kulturlandschaft prägend - Schutzumfang: Kirchhof, historische Grabmale, Kirchhofsumwallung - Denkmaltyp: Gründenkmal, Sachgesamtheit: Kirche Handewitt | Fotos hochladen |

## Quelle
- Liste der Kulturdenkmale in Schleswig-Holstein – Kreis Schleswig-Flensburg

- Karte mit allen Koordinaten:
- OSM |
- WikiMap